# رندی اسمیت (بازیکن هاکی روی یخ)
رندی اسمیت (انگلیسی: Randy Smith؛ زادهٔ ۷ ژوئیهٔ ۱۹۶۵) بازیکن هاکی روی یخ اهل کانادا بود.